# Czajkowskaja
Czajkowskaja (ros. Чайковская) – osiedle przy stacji w Rosji, w Kraju Permskim, w rejonie nytwieńskim. W 2010 liczyło 2985 mieszkańców.